# Mouchovití
Mouchovití (Muscidae) představují čeleď krátkorohého dvoukřídlého hmyzu. Jejich zástupci velikostně variují mezi 2 až 8 mm, vzhledově i ekologicky jde však o značně různorodou skupinu. Klíčovou synapomorfií v rámci této linie je ztráta samičích postabdominálních spirakul (otvorů v exoskeletu, jimiž ústí vzdušnice), s předpokládaným sekundárním vznikem u rodů Cariocamyia, případně i Achanthiptera. Ačkoli čeleď Muscidae představuje dobře podpořené monofylum, vnitřní systematika zůstává problematická a počet podčeledí (jakož i navazujících tribů) nekonzistentní jak v případě studií vycházejících z klasické morfologie, tak z molekulárních dat.
Výskyt mouchovitých je vesměs kosmopolitní, od arktických oblastí po tropický pás, byť mohou scházet v extrémně aridních podmínkách. Dospělci se mohou živit dravě, saprofágně, hematofágně, případně pylem rostlin aj.; podobně i larvy mohou být saprofágní, dravé či zastávat jiné ekologické úlohy (vč. ektoparazitismu na ptácích). Mouchovití zahrnují řadu obtížných druhů a škůdců, včetně běžné mouchy domácí (Musca domestica) či krevsající bodalky stájové (Stomoxys calcitrans) nebo mouchy dobytčí (Musca autumnalis).